# Peter Van Petegem
Peter Van Petegem (nascido em 18 de janeiro de 1970) é um ex-ciclista profissional belga. Foi especialista em clássicas de primavera, um dos dez ciclistas a vencer a Volta à Flandres e a Paris-Roubaix na mesma temporada. Sua última corrida foi no GP Briek Schotte em Desselgem, no dia 11 de setembro de 2007.

## Olimpíadas
Competiu nos Jogos Olímpicos de Verão de 2000 em Sydney, terminando em 78º lugar na prova de estrada individual.
Quatro anos depois, em Atenas, terminou em 37º lugar na prova de estrada individual. No contrarrelógio individual, foi o décimo oitavo colocado.